# ミラノ市電
ミラノ市電（ミラノしでん、イタリア語: Rete tranviaria di Milano）は、イタリアの都市・ミラノの路面電車。同都市内に大規模な路線網を有しており、軌間はイタリア軌間とも呼ばれる1,445 mmである。運営は2024年時点で地下鉄（ミラノ地下鉄）やトロリーバス（ミラノ・トロリーバス）、路線バスなどの公共交通機関と共にミラノ市交通公社（Azienda Trasporti Milanesi S.p.A.、ATM）によって行われている。

## 歴史
ミラノにおける初の軌道交通は1876年に開通した郊外地域を走る馬車鉄道であったが、これは郊外を結ぶ路線であり、現在のミラノ市電の基礎となった市内路線は1881年に実施された産業博覧会に合わせて開通し、以降路線網を拡張させていった経緯を持つ。当時は各鉄道が異なる事業者によって運営されており、このミラノ市内の路線は乗合馬車株式会社（Società Anonima degli Omnibus、SAO）が所有していた。

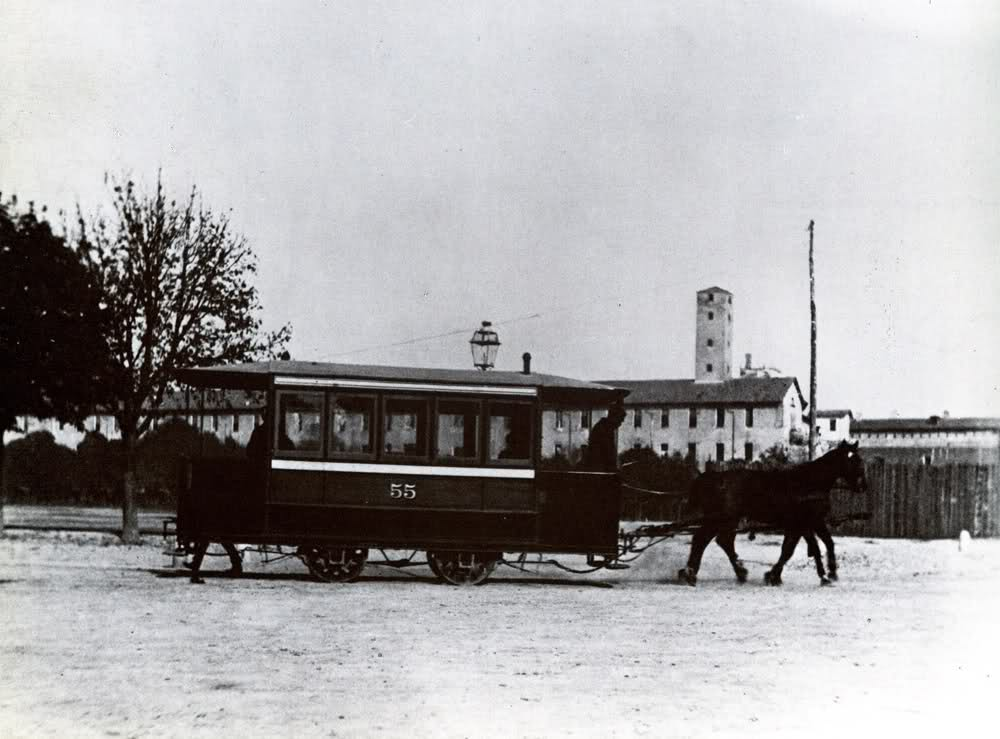
ミラノ市内の馬車鉄道

その後、1893年にドゥオーモ前からコルソ・センピオーネ（Corso Sempione）までの区間で路面電車の試験的な営業運転が始まり、好評を受けて1897年以降実施された本格的な市内区間の電化は1901年までに完了した。この電化を主導したのはイタリアのエネルギー会社でミラノに本社を置くエジソン社（Edison）で、1895年から路面電車の運行も担う事となった。また、電化以降1910年までに付随車も併せて900両以上の大量導入が行われた電車（2軸車）は「エジソン形」とも呼ばれている。

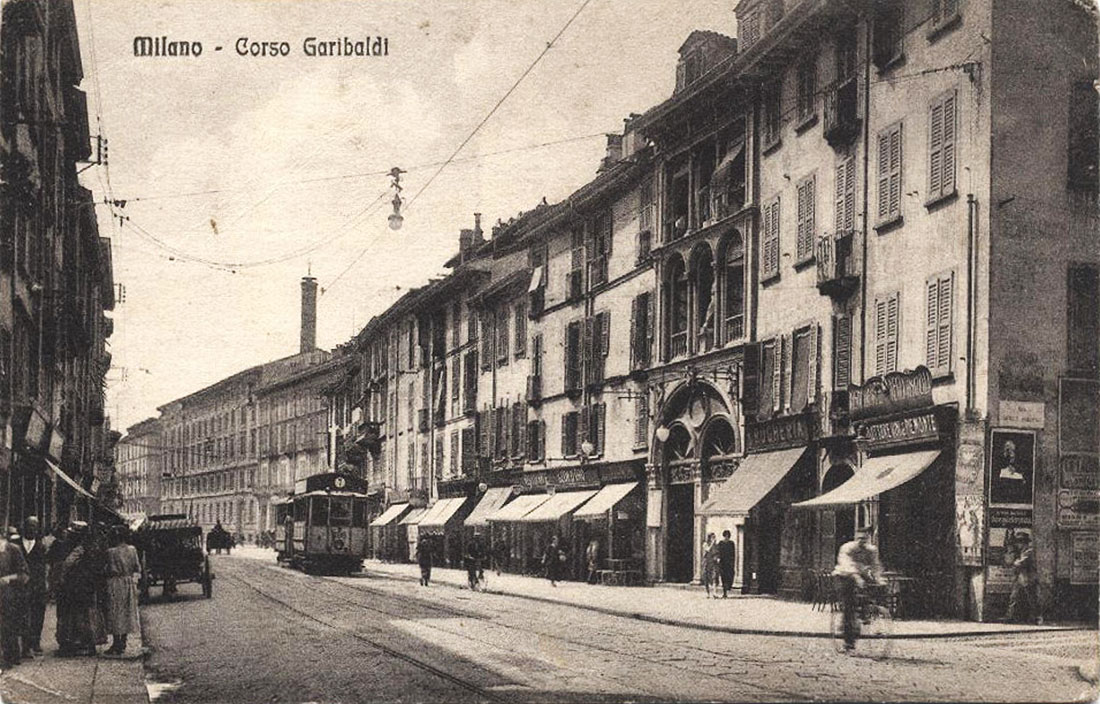
1910  - 1920年代のミラノ市電
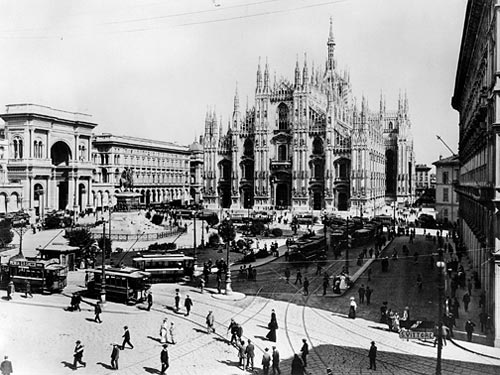
1920年代まではドゥオーモ前に路面電車網のターミナルが存在した（1905年撮影）

第一次世界大戦や運営権のミラノ市路面電車事務局への移管を経たミラノ市電における最大の変革は、1926年11月に実施された大規模な系統の見直しであった。これは路面電車による混雑を削減する目的があり、それまで全ての系統が経由していたドゥオーモ前から各方面の起終点の電停が分散された。一方、車両についても従来の2軸車から更に輸送力を高めた車両の導入が求められるようになり、1927年に大型ボギー車の試作車を導入し、その成果を受けて1928年以降量産車500両の大量導入が実施された。これが「1928形」「カレッリ（Carrelli）」とも呼ばれる1500形電車である。その後も既存の2軸車を改造した連接車や、更なる近代化を目的とした新型ボギー車の導入などが継続して行われ、世界恐慌を経たミラノ市電は1940年の時点で路線網と車両数、双方で最大規模に達した。運営組織については、1931年にそれまでのミラノ市直属からミラノ市が出資する「ミラノ市路面電車会社（Azienda Tranviaria Municipale）」へ形態を改めている。

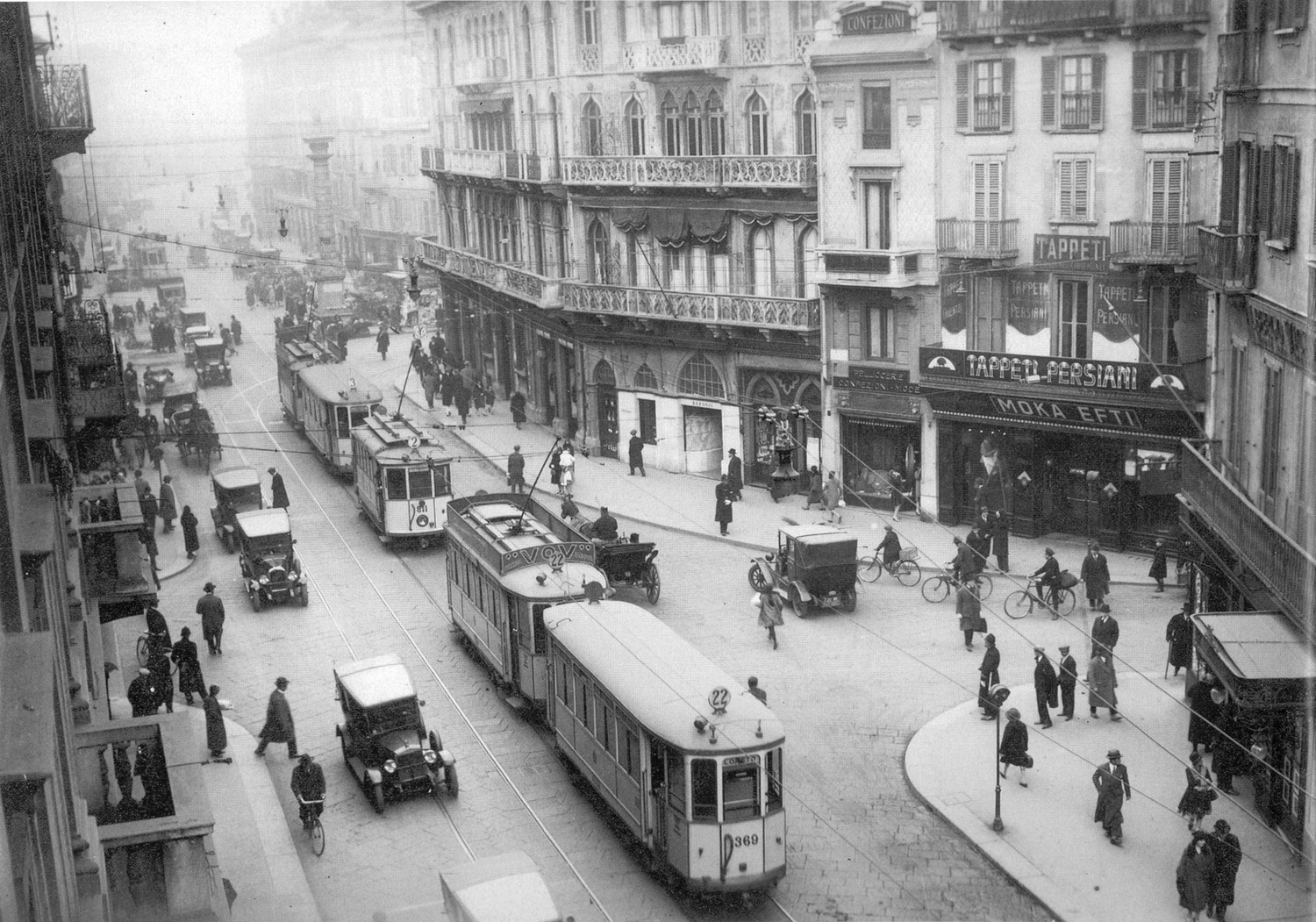
1920年代のミラノ市電（1926年撮影）
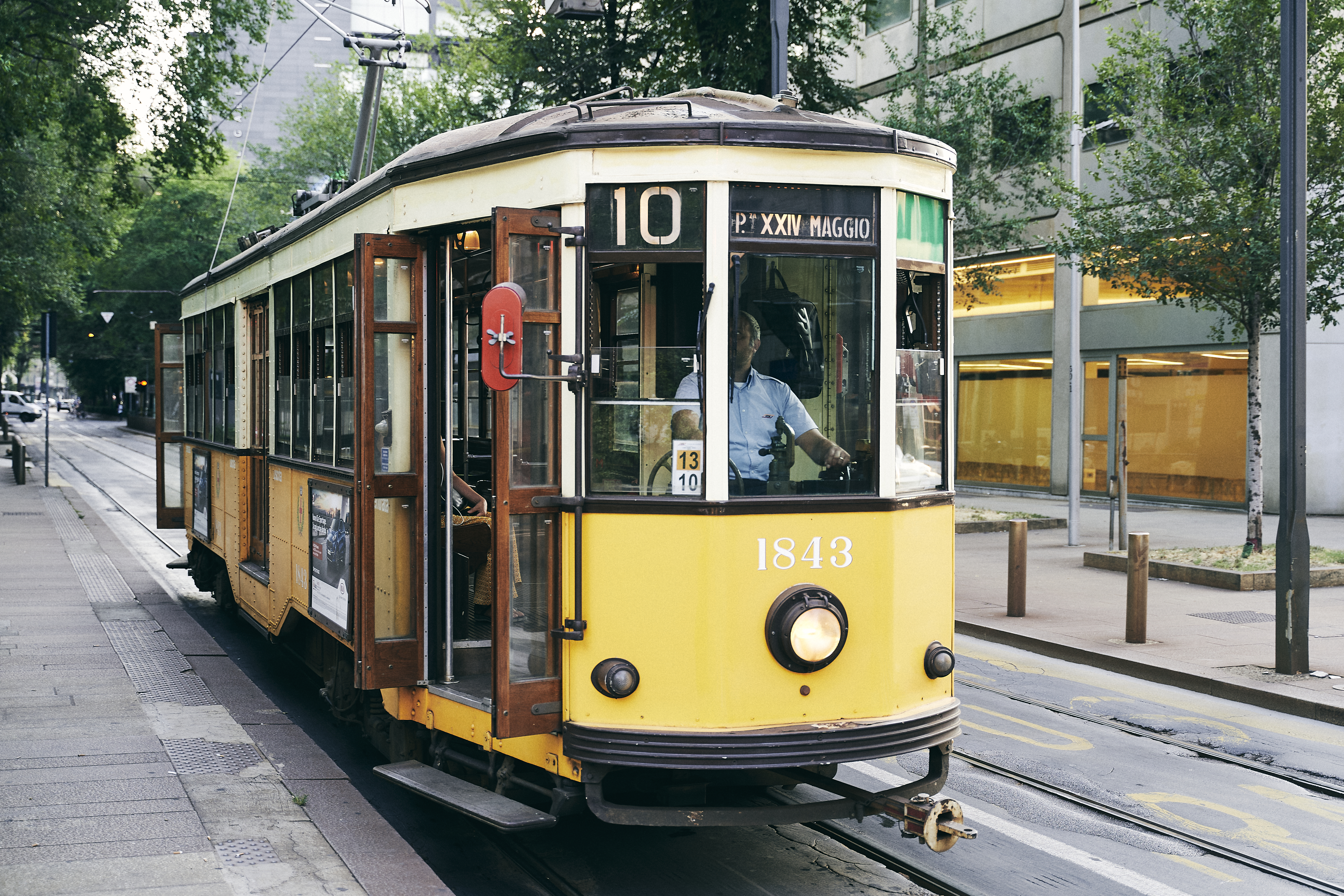
1500形電車は2010年代以降も現役である（2019年撮影）
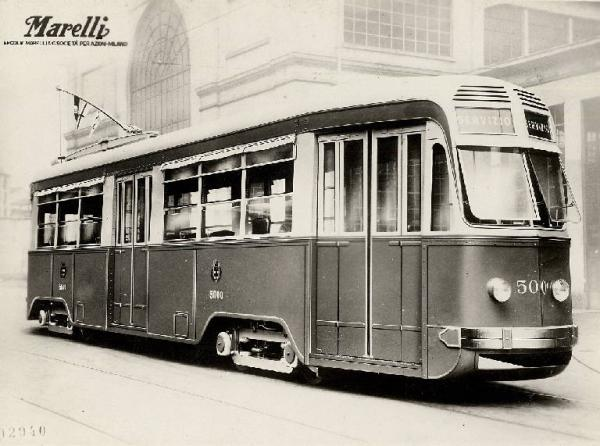
1930年代以降導入された軽量のボギー車（1936年撮影）

第二次世界大戦中も新型連接車の導入が行われたが、1943年8月の空襲によりミラノ市内は甚大な被害を受け、路面電車網も5箇所の車庫のうち4箇所が破壊され、車両も半数以上が走行不可能な状態に陥った。終戦後、これらの被害の迅速な復旧が行われ、短期間のうちに多数の車両が営業運転に復帰した。
1950年代以降もミラノ市電には新型電車の導入が進められたが、一方で急速に進むモータリーゼーションにより道路は渋滞が相次ぎ、それに巻き込まれた路面電車は定時性が失われていった。更に、交通状態の改善を目的とした地下鉄（ミラノ地下鉄）の建設も始まり、最初の路線となるM1号線の開通に伴い一部の系統が廃止された事を皮切りに、地下鉄への置き換えや道路工事、更には合理化などの理由で多数の系統が営業運転を終了していった。車両についても合理化が進められ、2軸車やそれらを改造した連接車は順次廃車されていった。また、合理化は運行形態にも及び、車掌業務の廃止やそれに合わせた集電装置のポールからパンタグラフへの変更が実施された。

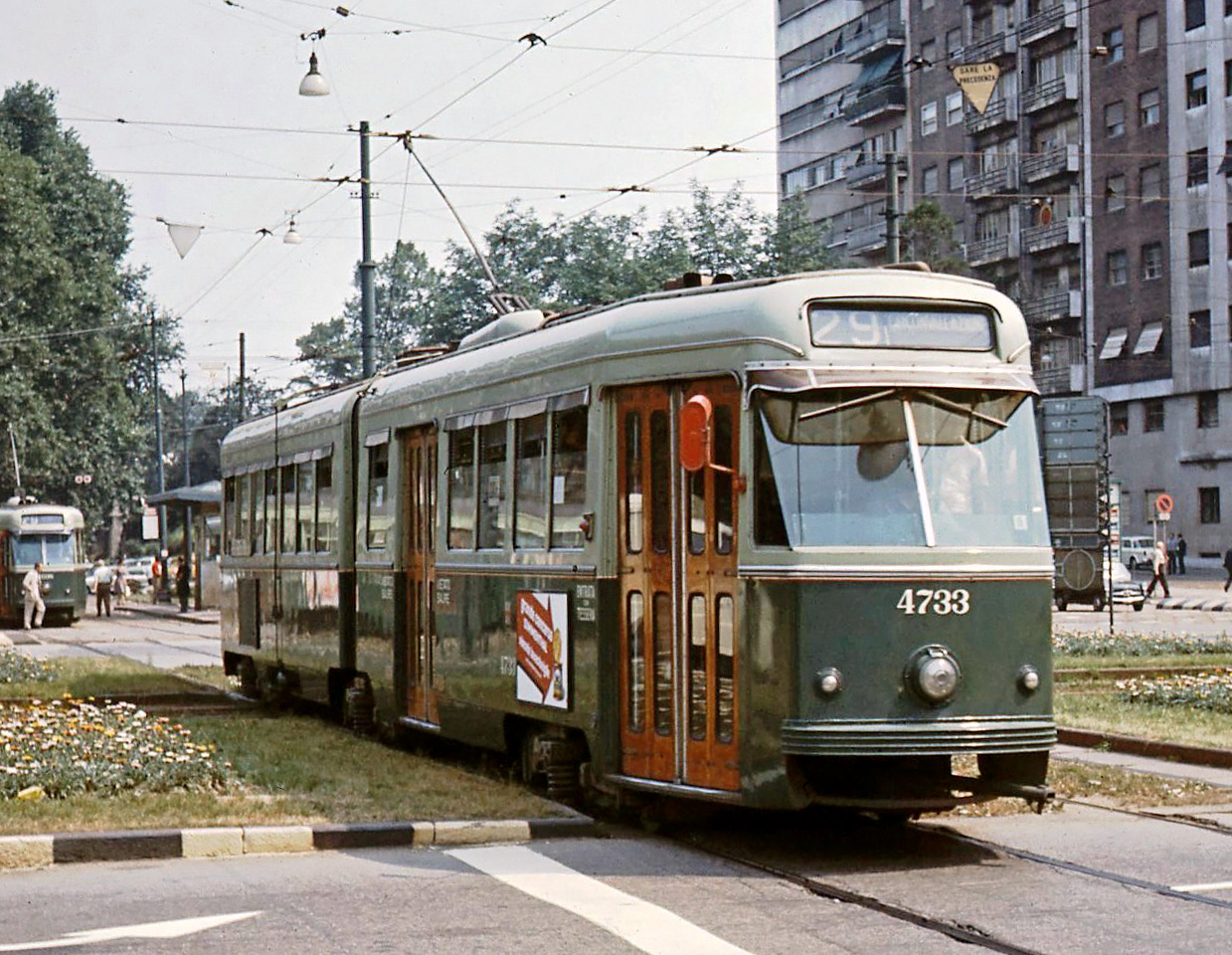
1950年代に導入された2車体連節車（1969年撮影）
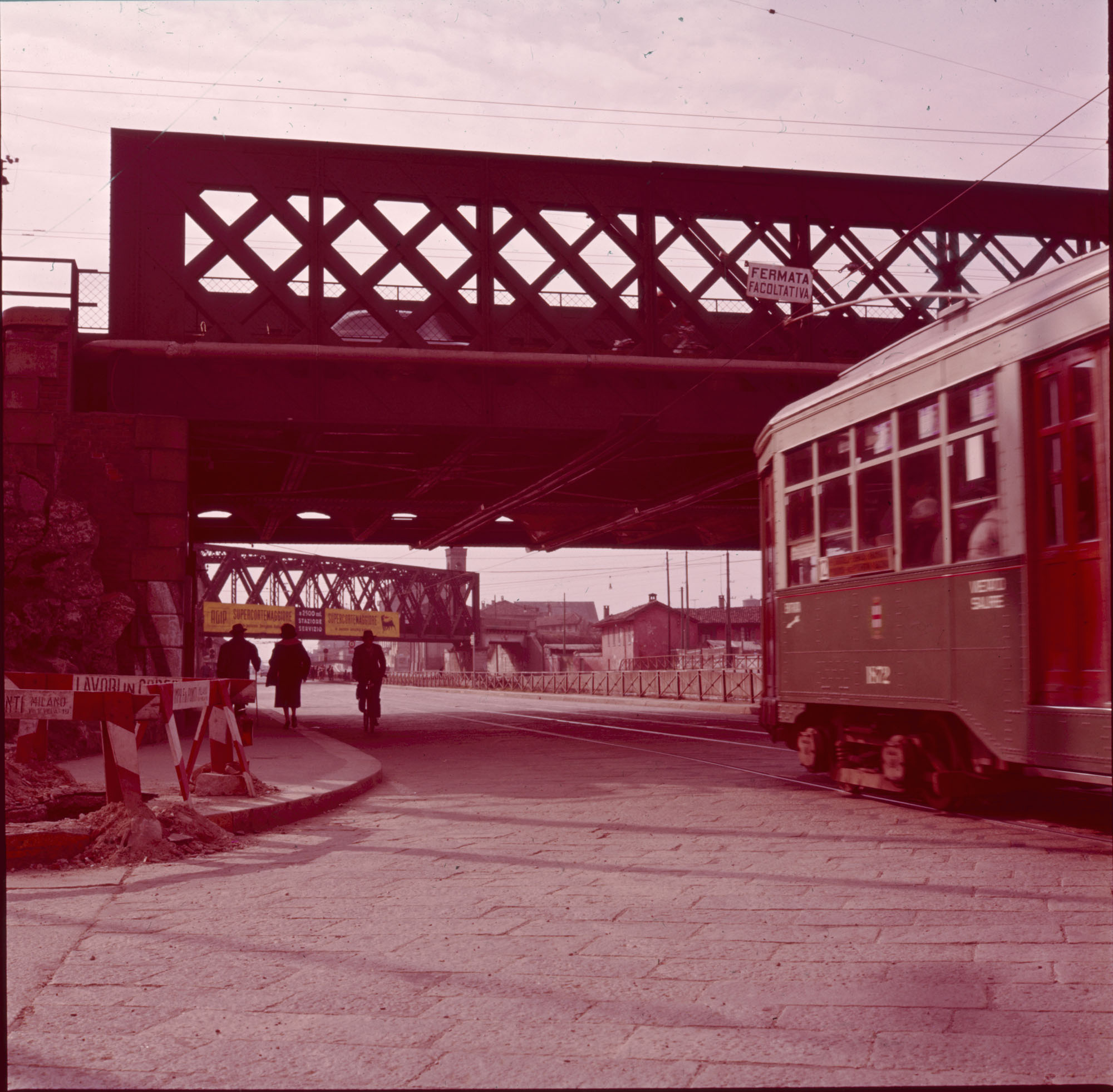
1950 - 1960年代のミラノ市電
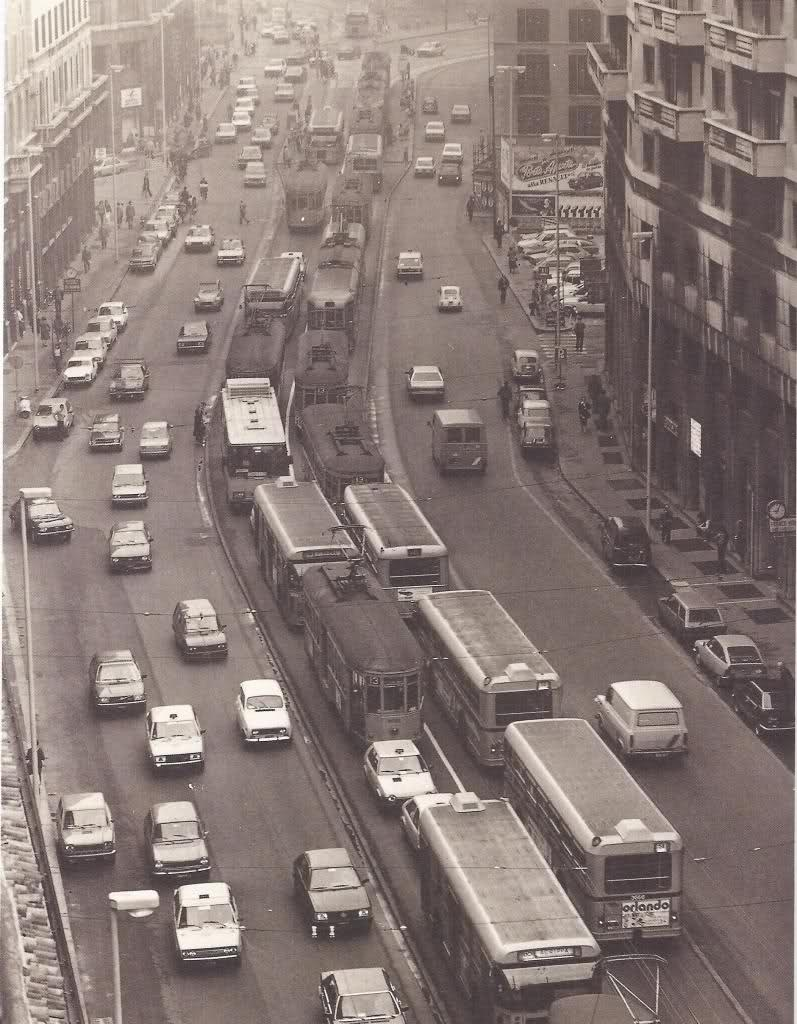
バスと共に渋滞を引き起こすミラノ市電の電車（1981年撮影）

その一方でミラノ市電では需要が高い系統も数多く存在しており、それらの系統における多数の車両による混雑を解消すべく、既存のボギー車を改造した3車体連接車の導入が進められた。また、1970年代に入ると建設費用が嵩む地下鉄に代わる高規格の路面電車路線の導入も計画され、この時点では実現しなかったもののそれに合わせた大型の新造3車体連接車が作られている。

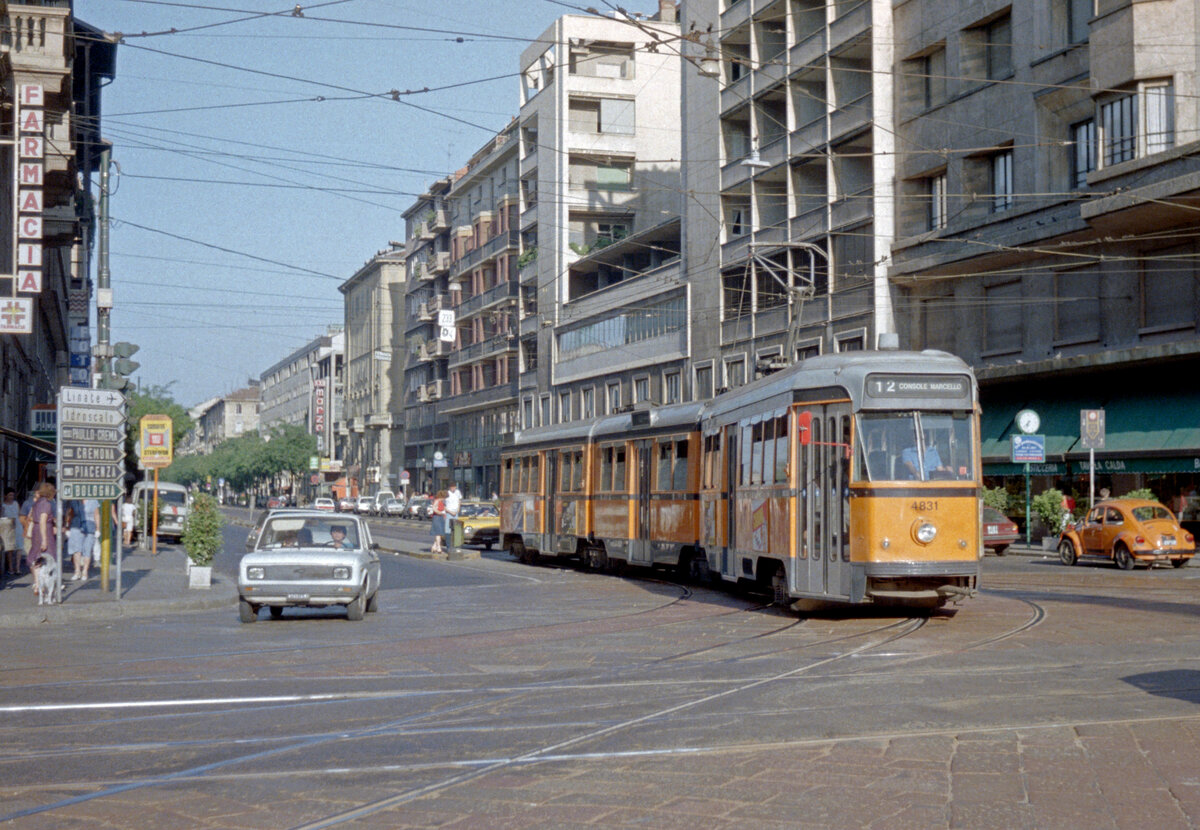
ボギー車を改造した大型3車体連接車（1984年撮影）
高規格路面電車の建設計画に合わせて製造された3車体連接車（2012年撮影）

それ以降も路線網の縮小は続き、1993年にも地下鉄M3号線の開通による一部区間の廃止が断行された。しかし、運営組織の名称が1999年に「ミラノ市交通公社（Azienda Trasporti Milanesi）」になって以降、路面電車の本格的な近代化が進められる事となり、高規格の路面電車「メトロトランヴィア（Metrotranvie）」を各方面に建設する計画が動き出した。これに基づく最初の区間が開通したのは2002年12月7日で、ミラノ北部の各地区と地下鉄の駅を結ぶこの区間には鉄道路線の下部を通る路面電車専用のトンネルも建設された。それ以降、この区間の延伸を含めた路線網の開通が順次行われており、最新の区間は2018年9月に開通した15号線の延伸部分、全長1.7 kmである。車両面に関しても、2000年以降バリアフリーに適した超低床電車の導入が進められている一方、経費削減を目的とした既存の車両のリニューアルも実施されている。

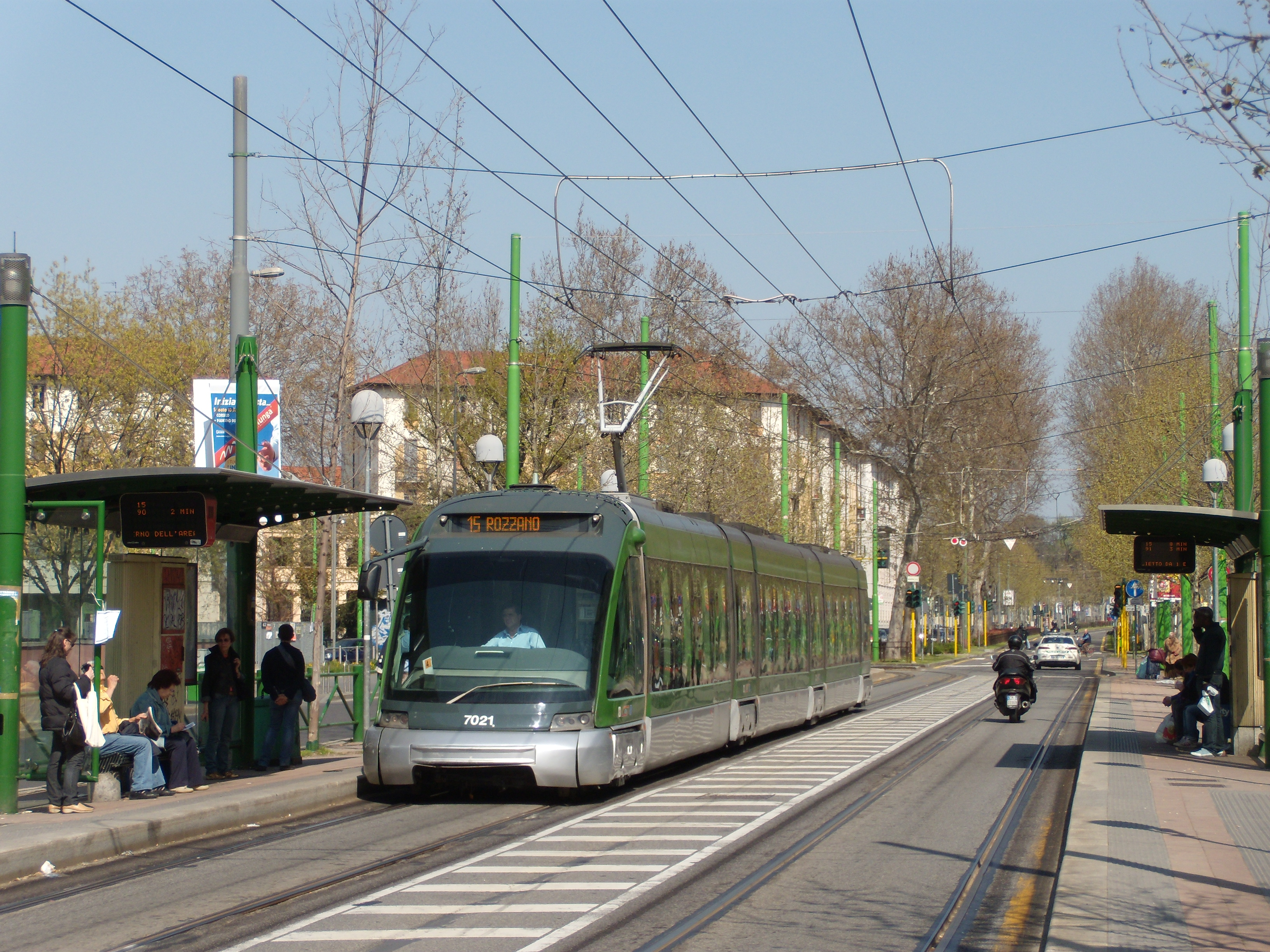
初の本格的な超低床電車・7000形
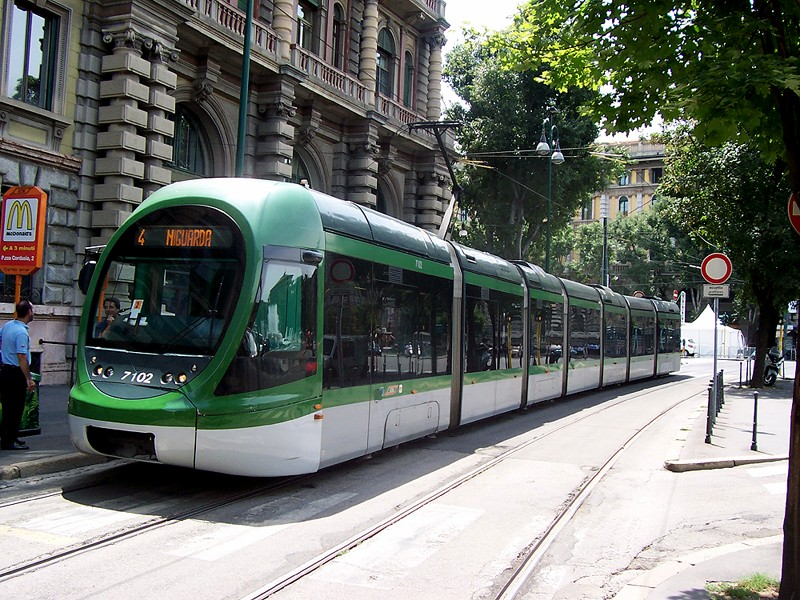
メトロトランヴィアの系統で使用される超低床電車・7100形（2009年撮影）

## 路線

ミラノ市電の路線・配線図（2024年10月時点）

2024年現在、ミラノ市交通公社はミラノ市内に以下の路面電車路線を運行している。
| 系統番号 | 起点                    | 終点              | 備考 |
| -------- | ----------------------- | ----------------- | ---- |
| 1        | Greco                   | 6 Febbraio        |      |
| 2        | P.za Bausan             | P.le Negrelli     |      |
| 3        | Duomo M1 M3             | Gratosoglio       |      |
| 4        | Niguarda (Parco Nord)   | Cairoli M1        |      |
| 5        | Ortica                  | Ospedale Maggiore |      |
| 7        | L.go Mattei             | P.le Lagosta      |      |
| 9        | P.ta Genova FS M2       | Centrale FS M2 M3 |      |
| 10       | V.le Lunigiana          | XXIV Maggio       |      |
| 12       | Cim.Maggiore            | V.le Molise       |      |
| 14       | Cim.Maggiore            | Lorenteggio       |      |
| 15       | Rozzano Via G. Rossa    | Duomo M1 M3       |      |
| 16       | M.te Velino             | S.Siro Stadio M5  |      |
| 19       | P.zza Castelli          | Lambrate FS M2    |      |
| 24       | Vigentino               | P.za Fontana      |      |
| 27       | P.za Fontana            | V.le Ungheria     |      |
| 31       | Ciniselli B.            | Biccocca M5       |      |
| 33       | Rimembranze di Lambrate | P.le Lagosta      |      |

## 車両

### 現有車両
- 1500形 - ミラノ市電の輸送力増強を目的に、1920年代後半から大量導入が実施されたボギー車。アメリカ合衆国で開発されたピーター・ウィット・カーを基にした構造を有しており、2023年現在も多数の車両が営業運転に使用されている[6][9][20][21][22][23]。
- 4600形・4700形 - 1950年代以降導入が実施された2車体連接車。4600形は発電ブレーキと圧縮空気ブレーキ双方を搭載する一方、4700形は空気ブレーキが設置されていない[10][24][22][13][25]。
- 4900形 - 左右非対称の前面形状が特徴の3車体連接車。通称「ジャンボトラム」[20][13][14][25]。
- 7000形 - イタリアで開発された超低床電車「ユーロトラム」。9車体連接車[24][14][26][25]。
- 7100形 - イタリアのアンサルドブレーダが展開した超低床電車「シリオ」の1車種。7車体連接車[24][26][25]。
- 7500形・7600形 - 「シリオ」のうち、全長が短い5車体連接車。形式の違いは機器配置の差異によるものである[24][26][27][25]。
- 7700形 - スイスのシュタッドラー・レールが展開する超低床電車「トラムリンク」。両運転台式の3車体連接車で、都市間路線への導入も予定されている[24][25][28][29]。

- 1500形（2023年撮影）
- 4600形（2013年撮影）
- 4700形（2010年撮影）
- 4900形（2016年撮影）
- 7000形（2013年撮影）
- 7100形（2012年撮影）
- 7500形（2008年撮影）
- 7600形（2010年撮影）
- 7700形（2025年撮影）

### 過去の車両
- エジソン（イタリア語版） - 開業以降1910年まで導入が実施された2軸車の名称[6][20]。
- 試験車（イタリア語版） - 「エジソン形」の後継となる標準型車両の研究のため製造された試作車[6][20]。
- 600形（イタリア語版） - 試作車の成果を受けて導入された形式。「エジソン形」よりも車体が大型化し、出力も増した[6][20]。
- 3000形（イタリア語版） - 600形の2軸付随車を改造し、2つの車体の中央に車輪が無い小型車体（フローティング車体）を挟んだ3車体連接車[9][20]。
- 4000形（イタリア語版） - 600形を改造した3車体連接車。一部は第二次世界大戦からの戦災復旧車も含まれる[9][20]。
- 4100形（イタリア語版） - 4000形から改造された形式[20]。
- 5000形（イタリア語版） - 1930年代後半に製造された軽量ボギー車[9][10][20]。
- 4500形（イタリア語版） - 5000形を基にした2車体連接車。第二次世界大戦中に開発・製造が行われた[10][20]。
- 700形（イタリア語版） - 600形の戦災復旧車[20]。
- 5100形（イタリア語版） - 5000形の戦災復旧車両[10][20]。
- 2500形（イタリア語版） - ローマ市電から譲渡された軽量ボギー車[20]。
- 5200形（イタリア語版） - 1950年代に製造されたボギー車[20]。
- 5300形（イタリア語版） - 前面デザインを一新したボギー車[20]。
- 5400形（イタリア語版） - 5300形の同型車体と発電ブレーキを有するボギー車[20]。
- 4800形 - 5200形・5300形・5400形の車体を用いて製造された大型の3車体連接車[20][3]。
- 4500形 (2代目)（イタリア語版） - 1500形を改造した、ミラノ市電初の超低床電車（部分超低床電車）[20]。

- 「エジソン形」

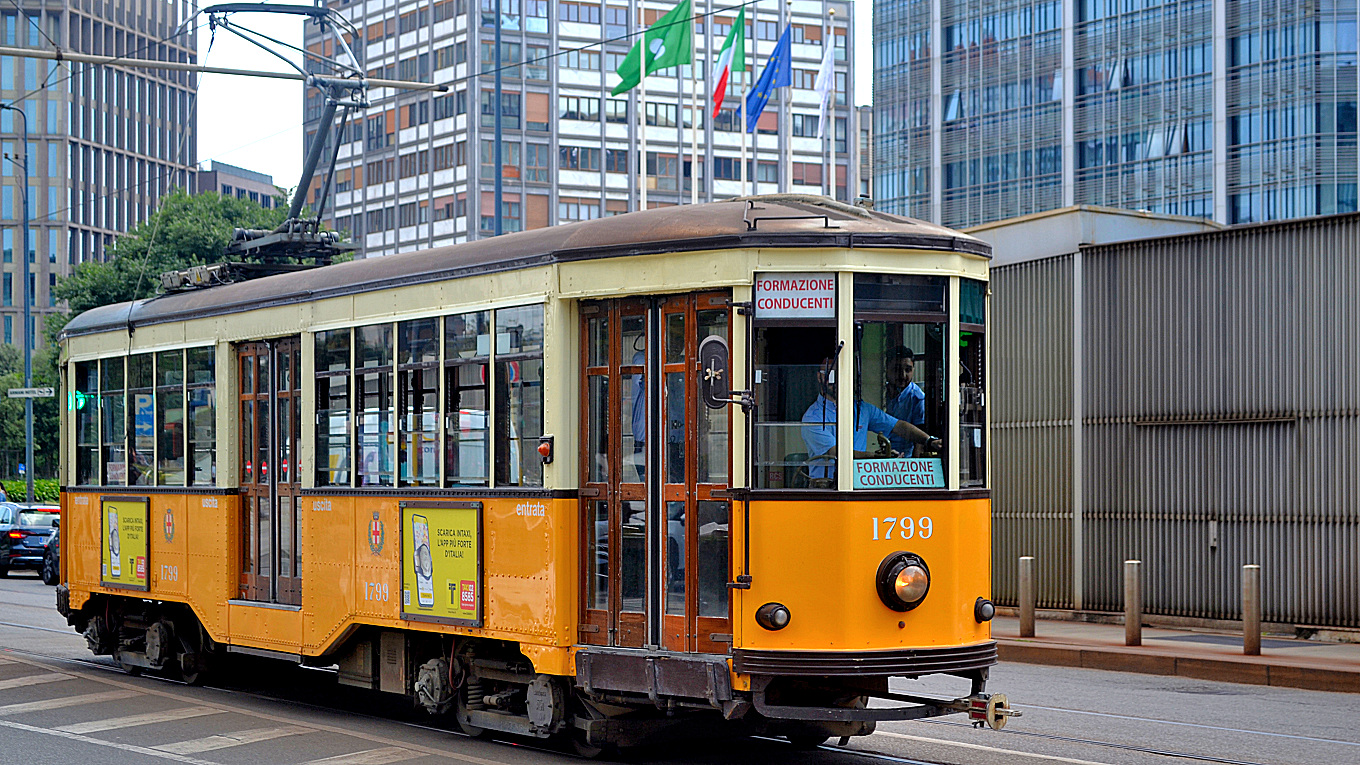
「試験車」（1920年撮影）
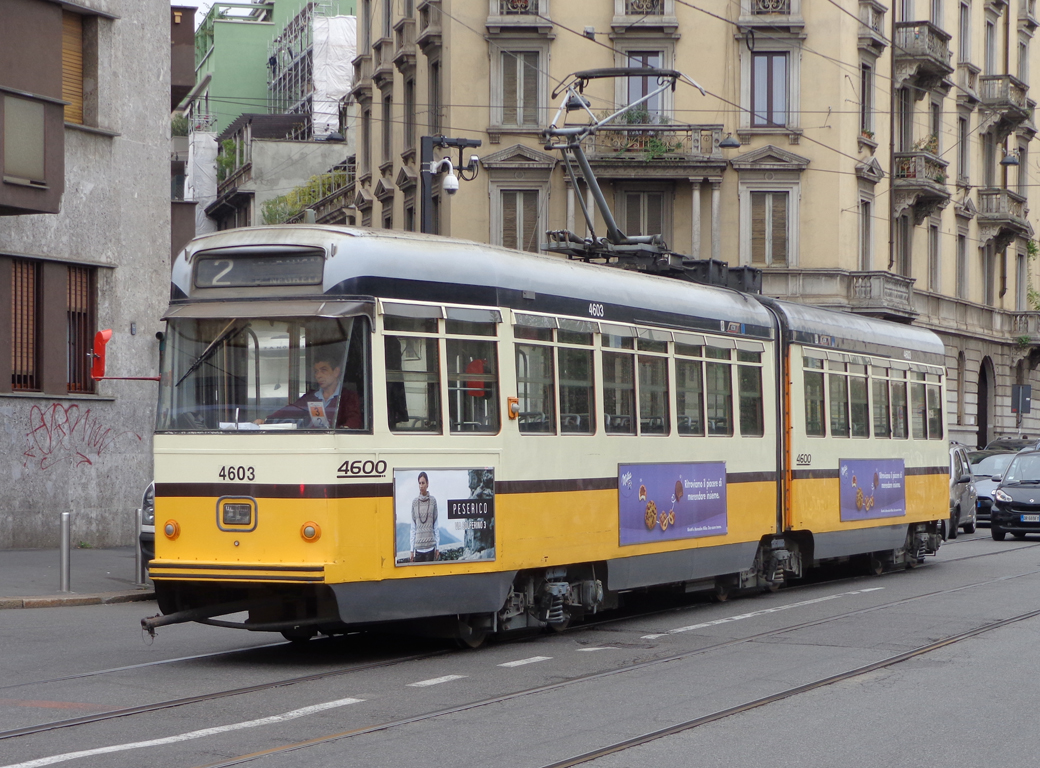
600形（2008年撮影）
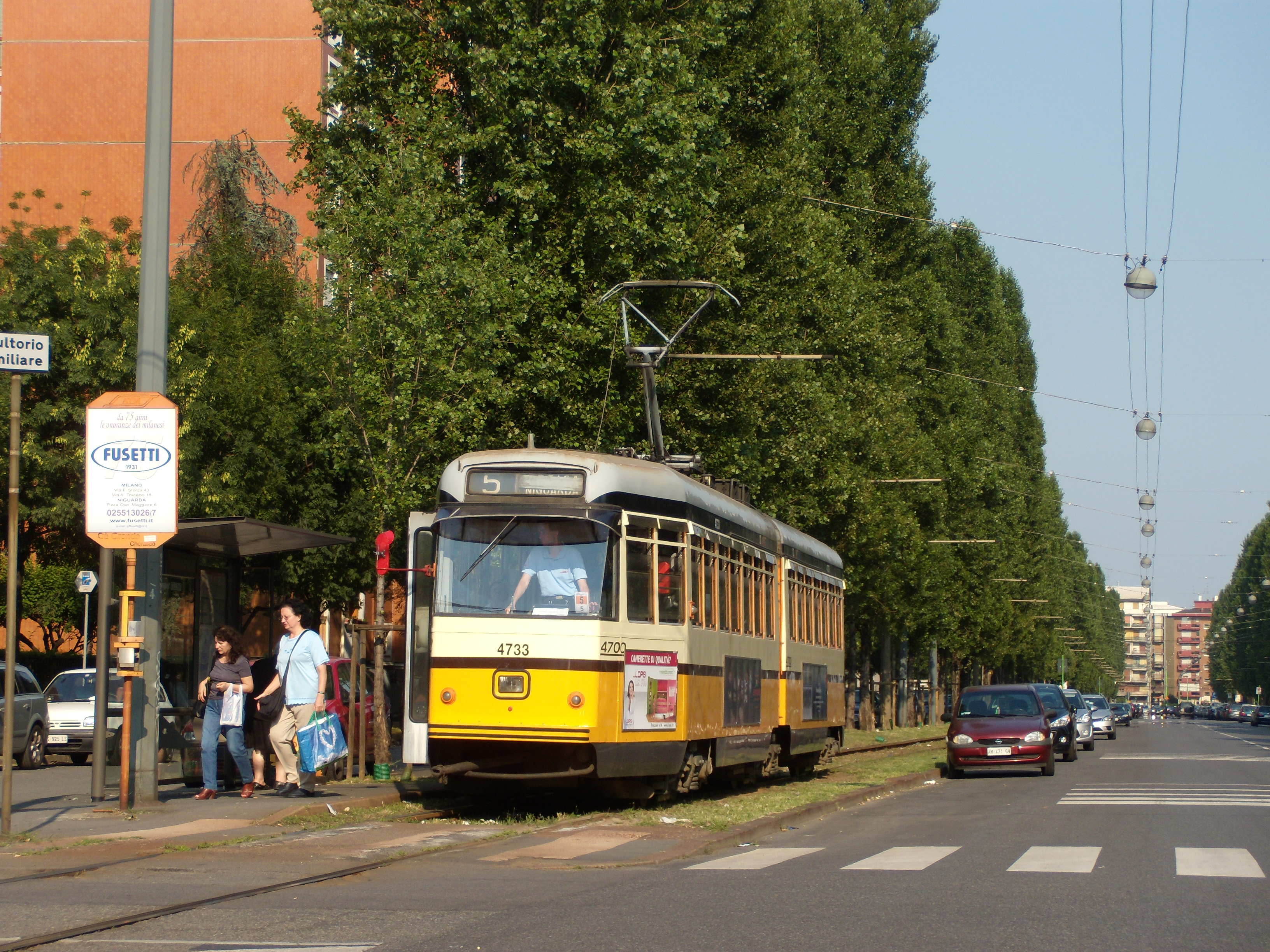
3000形（1939年撮影）
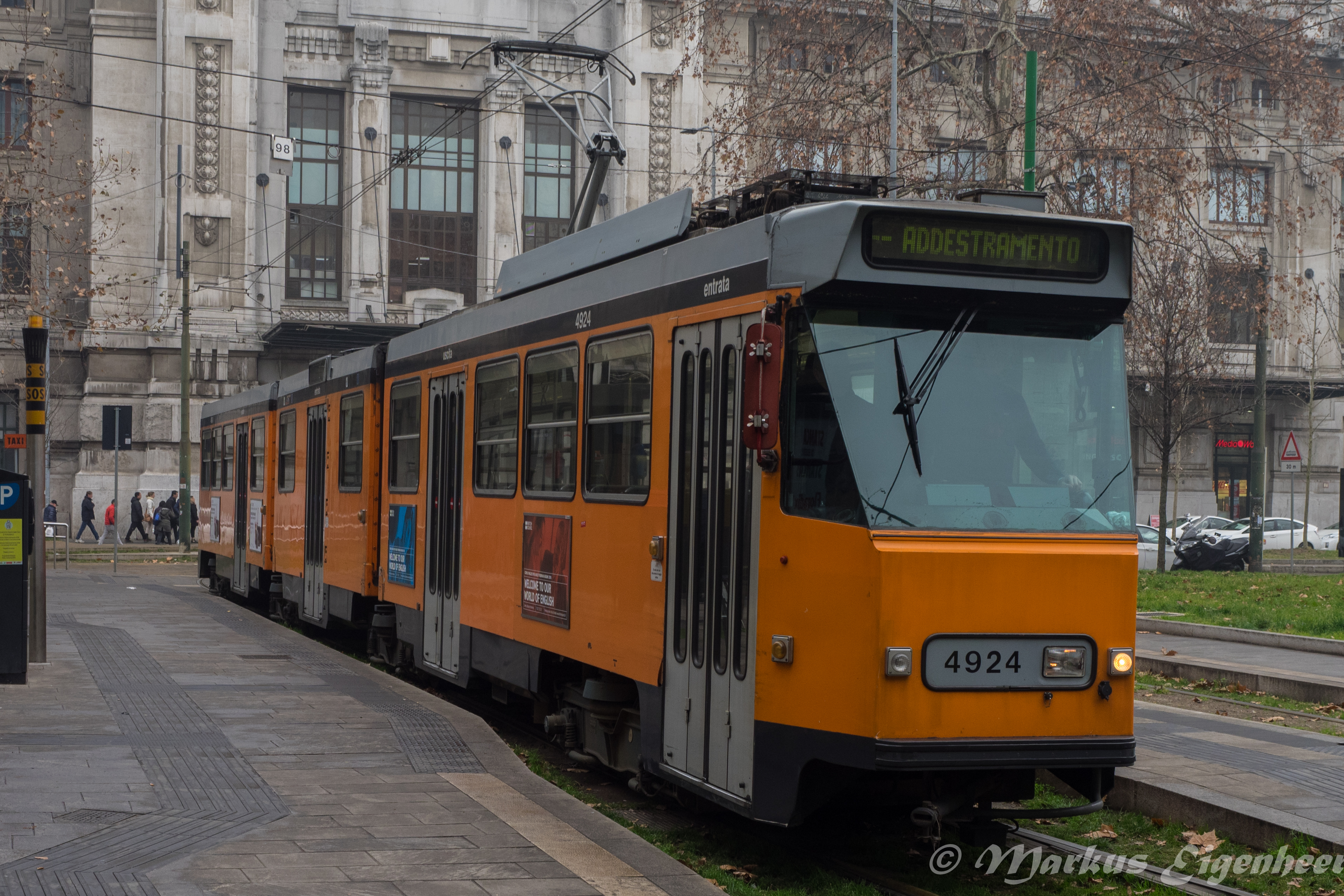
4000形（1968年撮影）
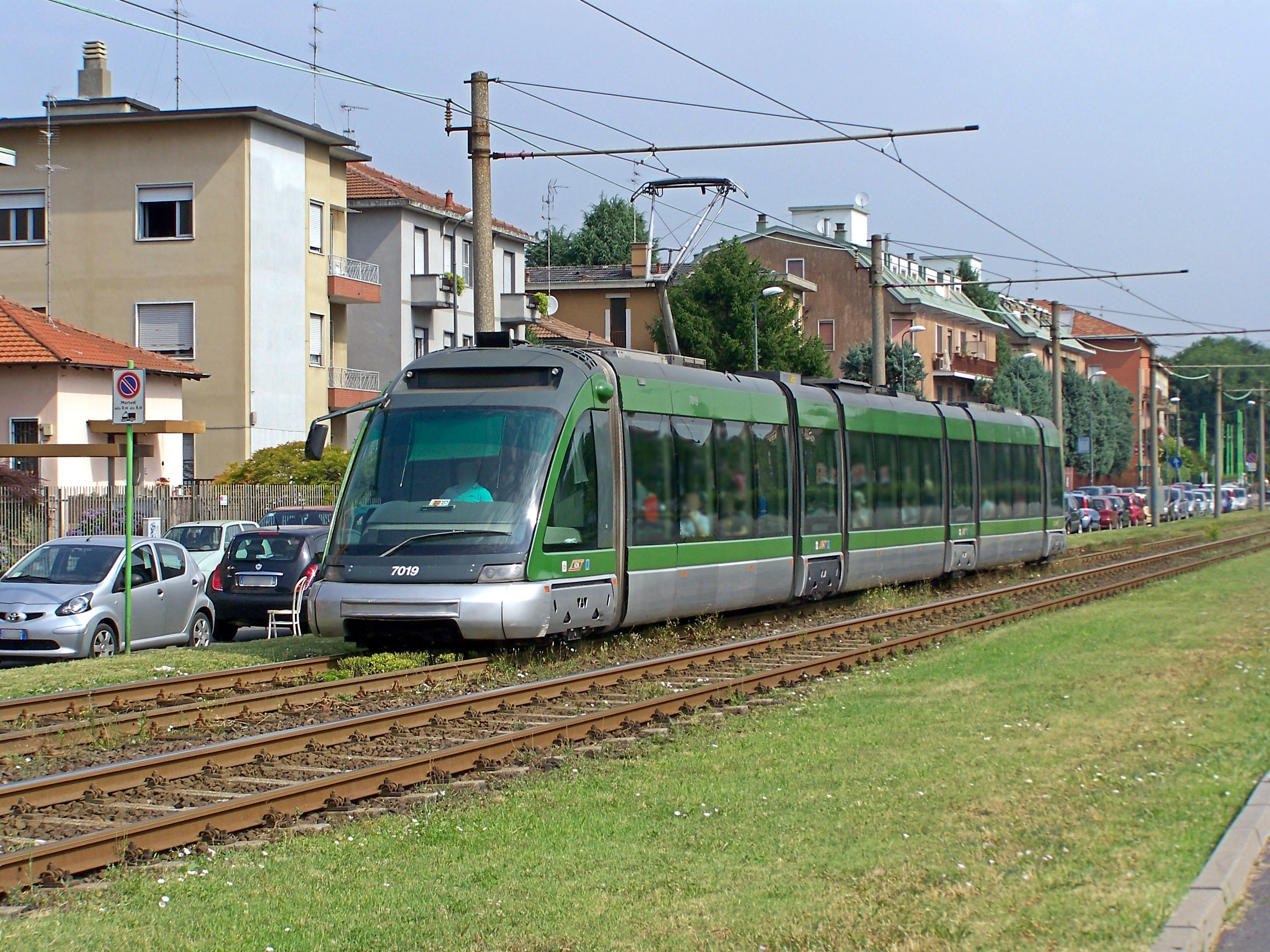
4100形（1976年撮影）
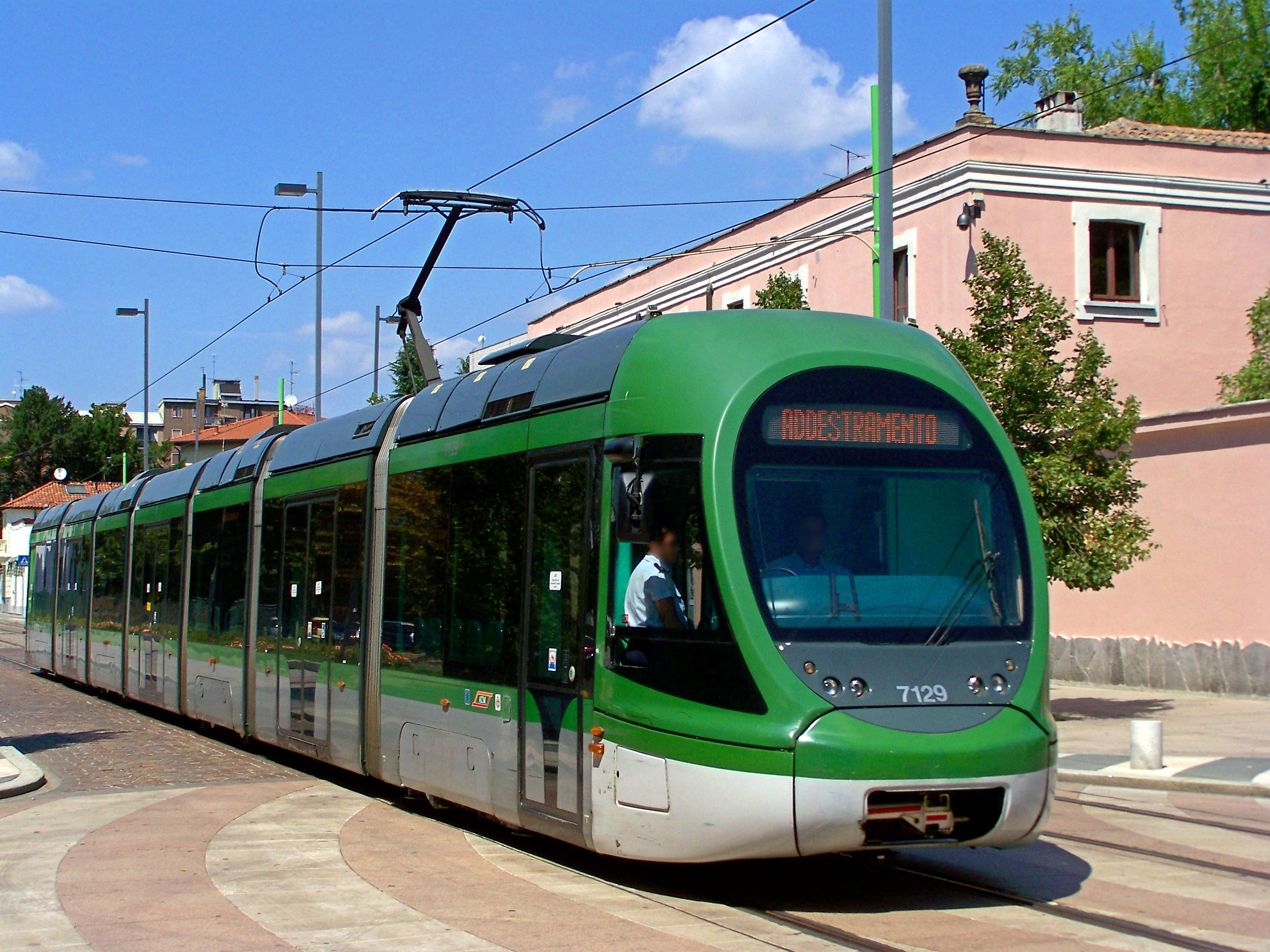
5000形（1970年撮影）
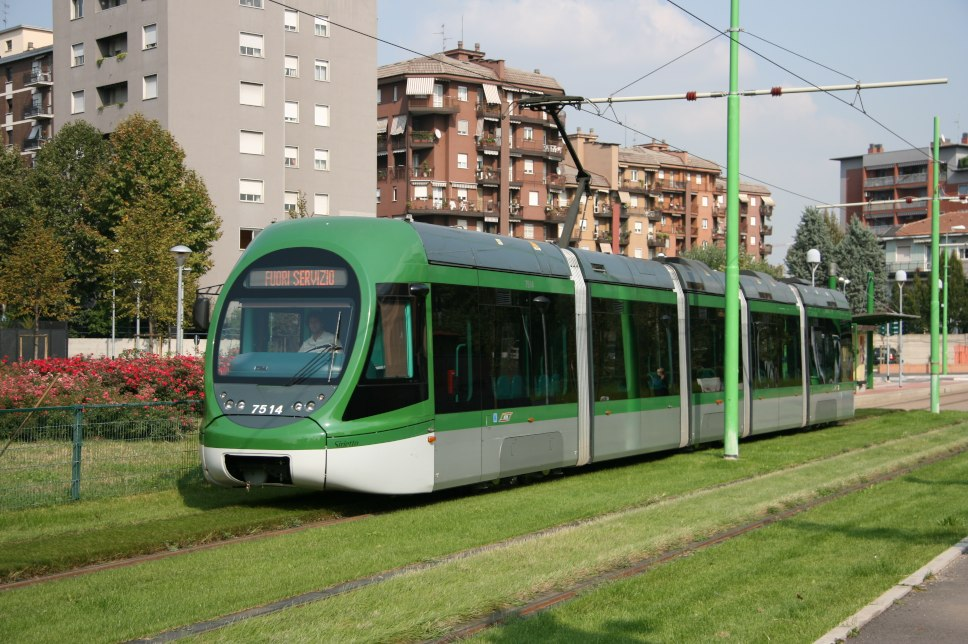
700形（2010年撮影）

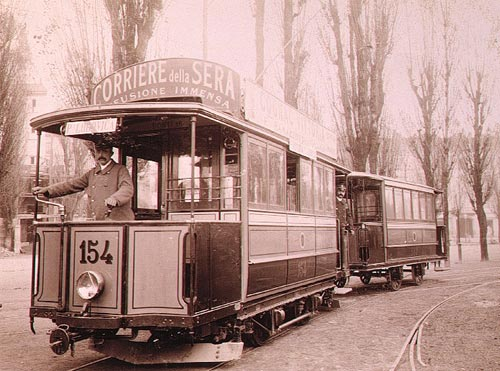
「エジソン形」
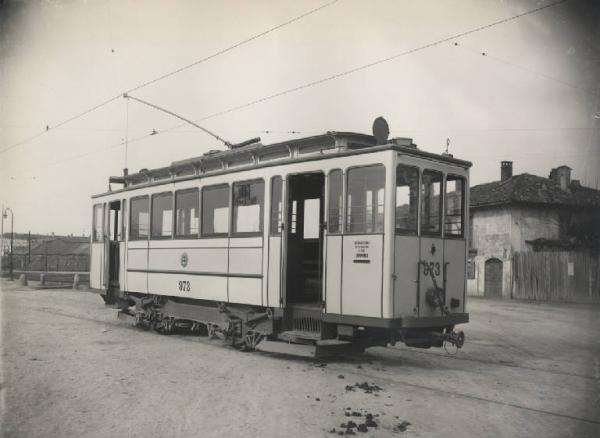
「試験車」（1920年撮影）
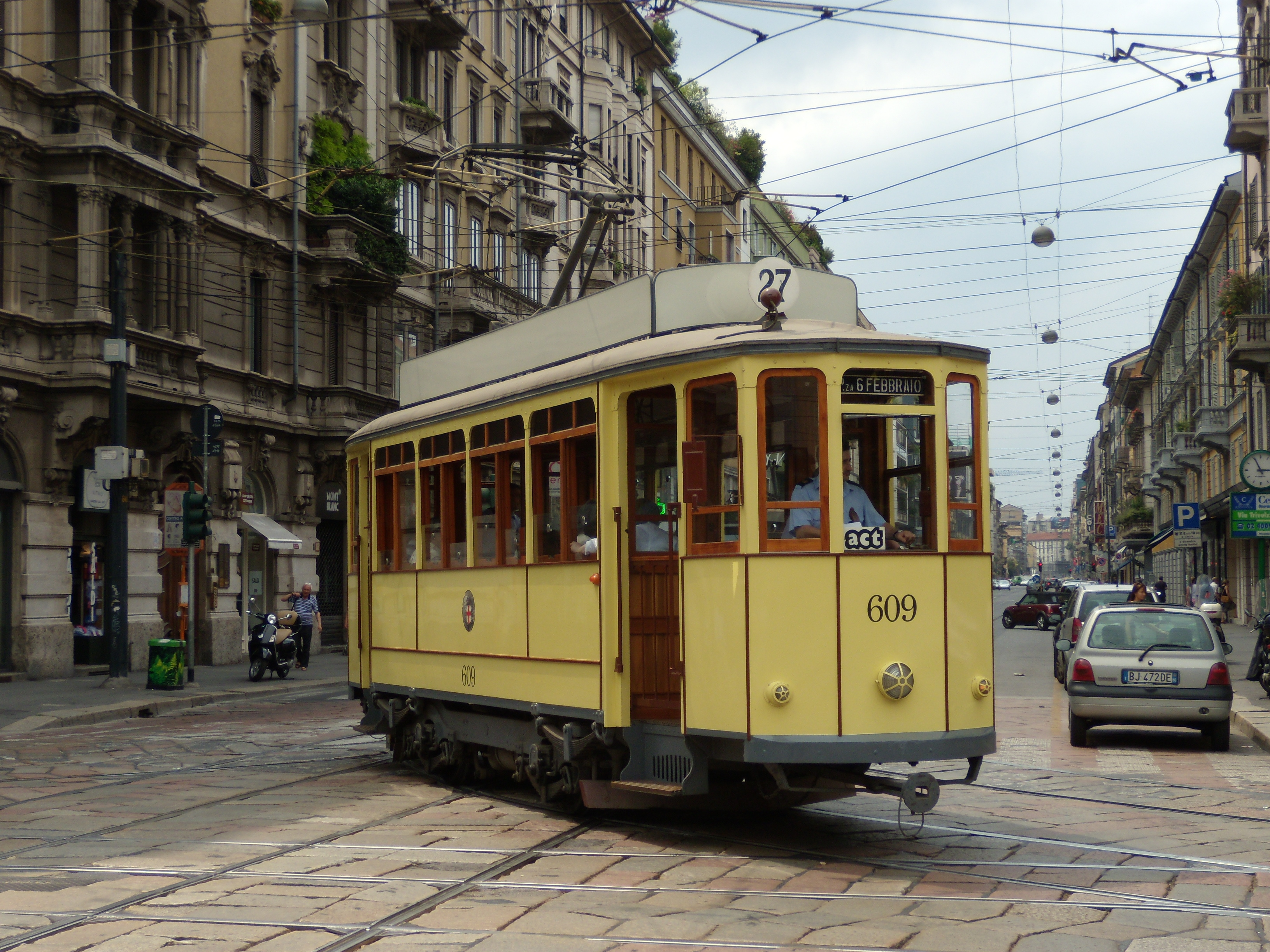
600形（2008年撮影）
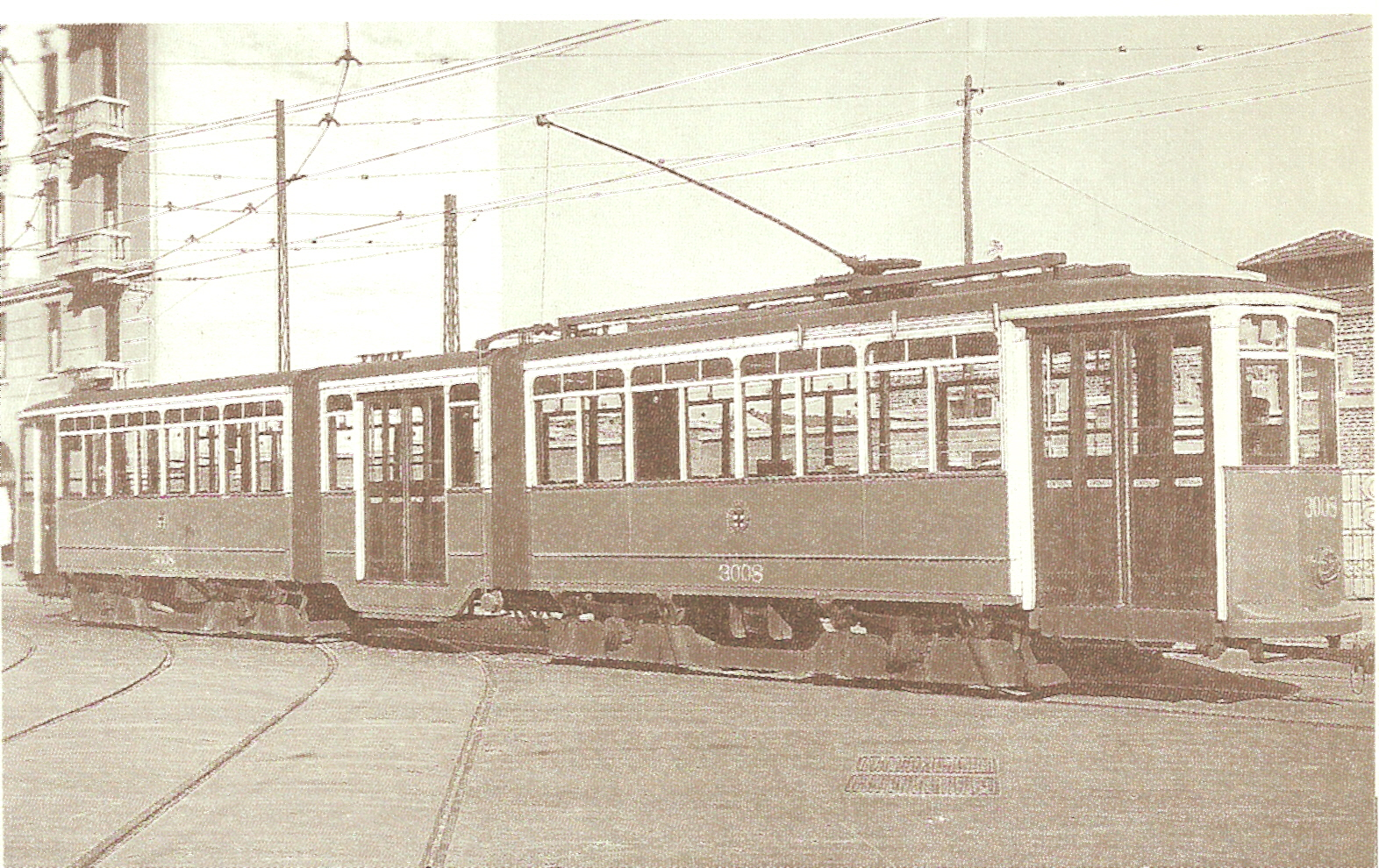
3000形（1939年撮影）
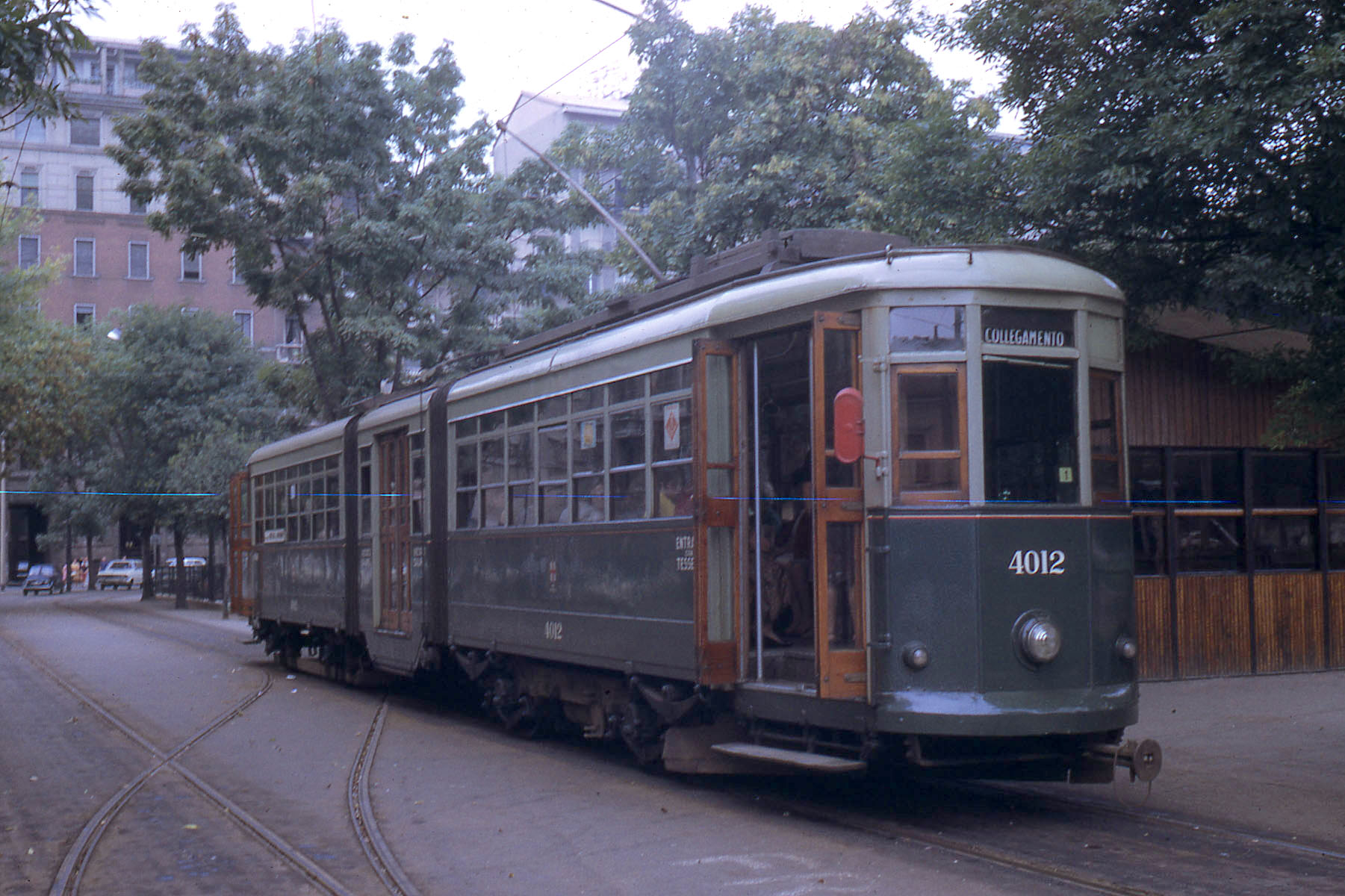
4000形（1968年撮影）
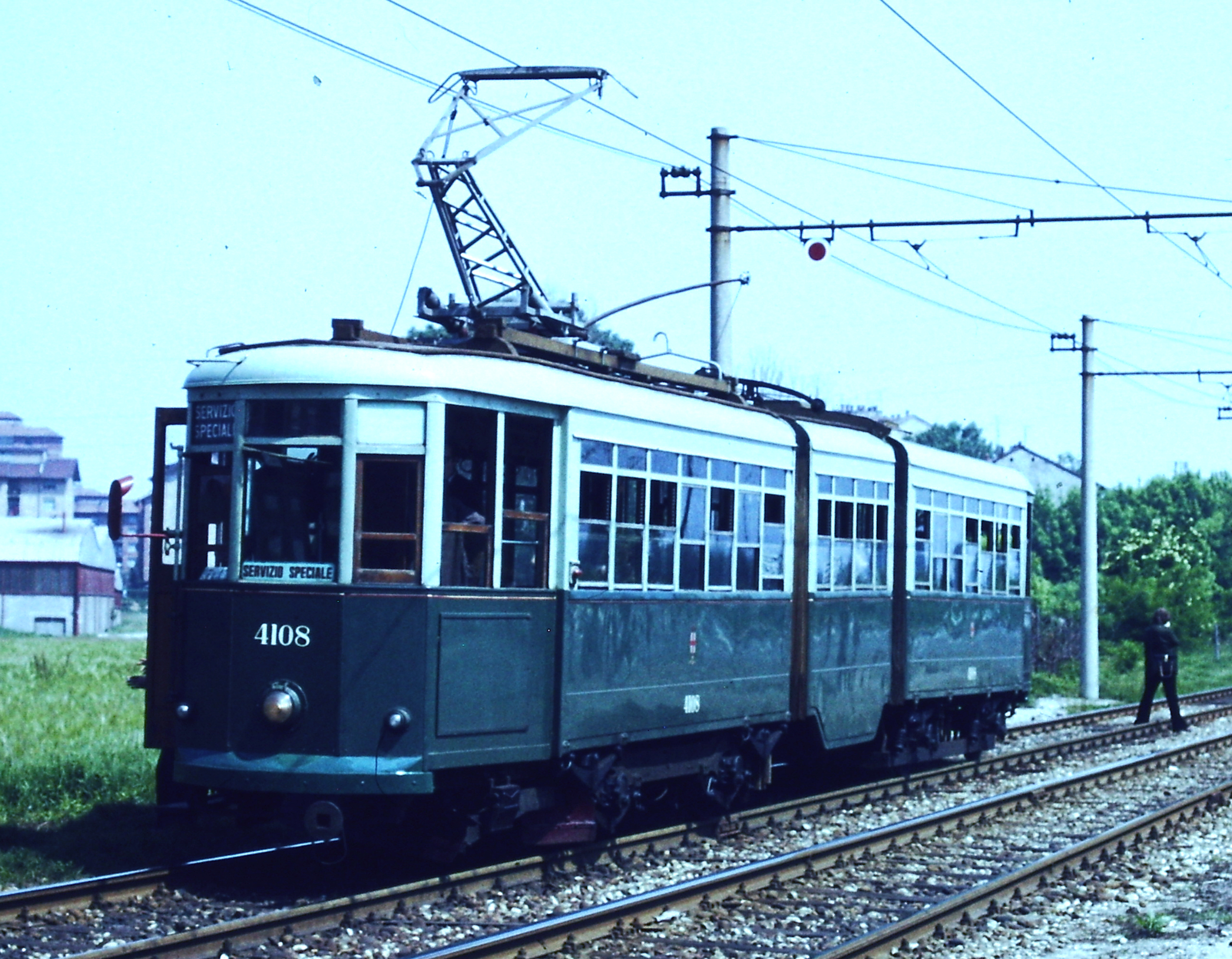
4100形（1976年撮影）
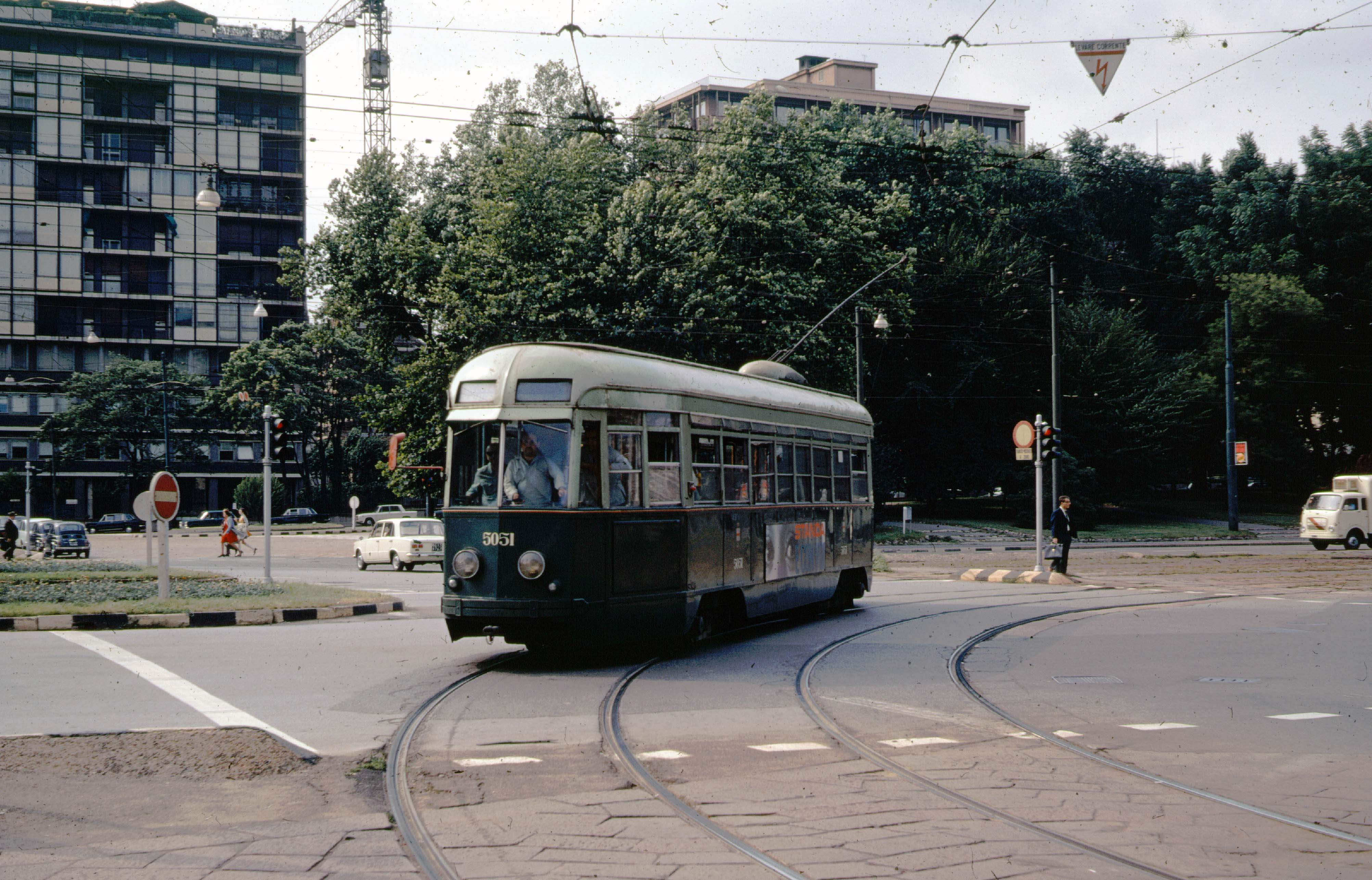
5100形
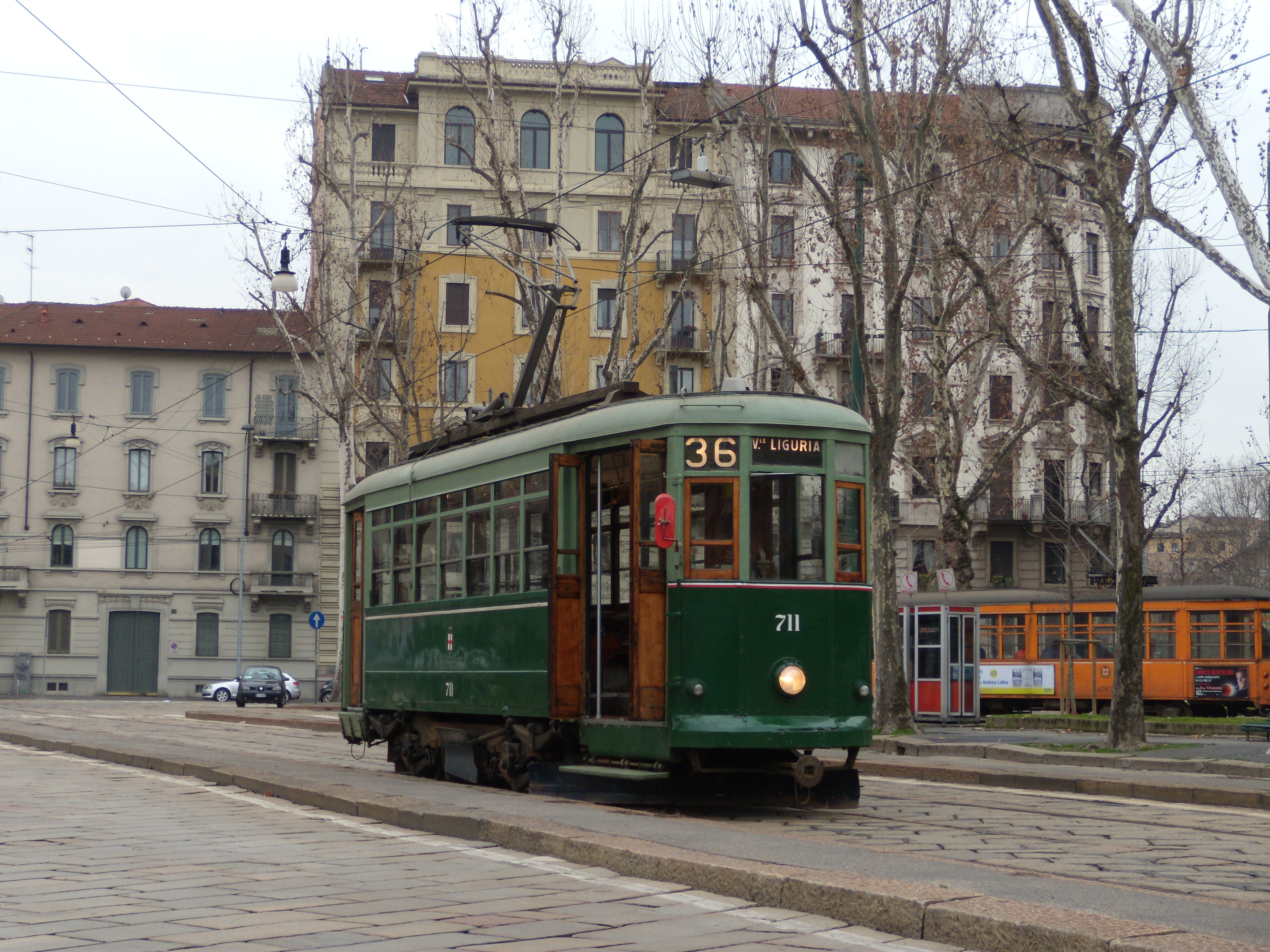
700形（2010年撮影）
5100形
5200形（1967年撮影）
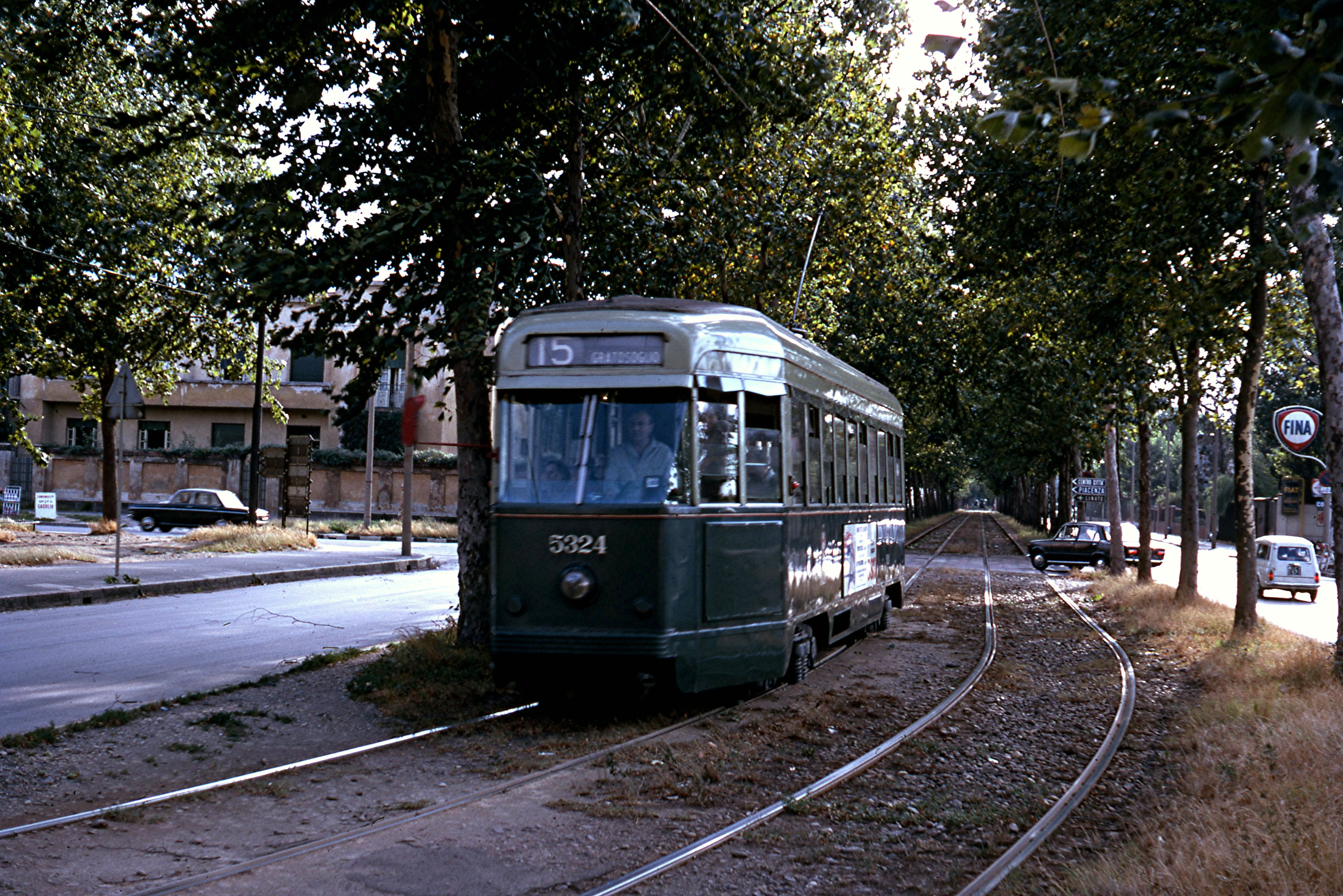
5300形（1973年撮影）
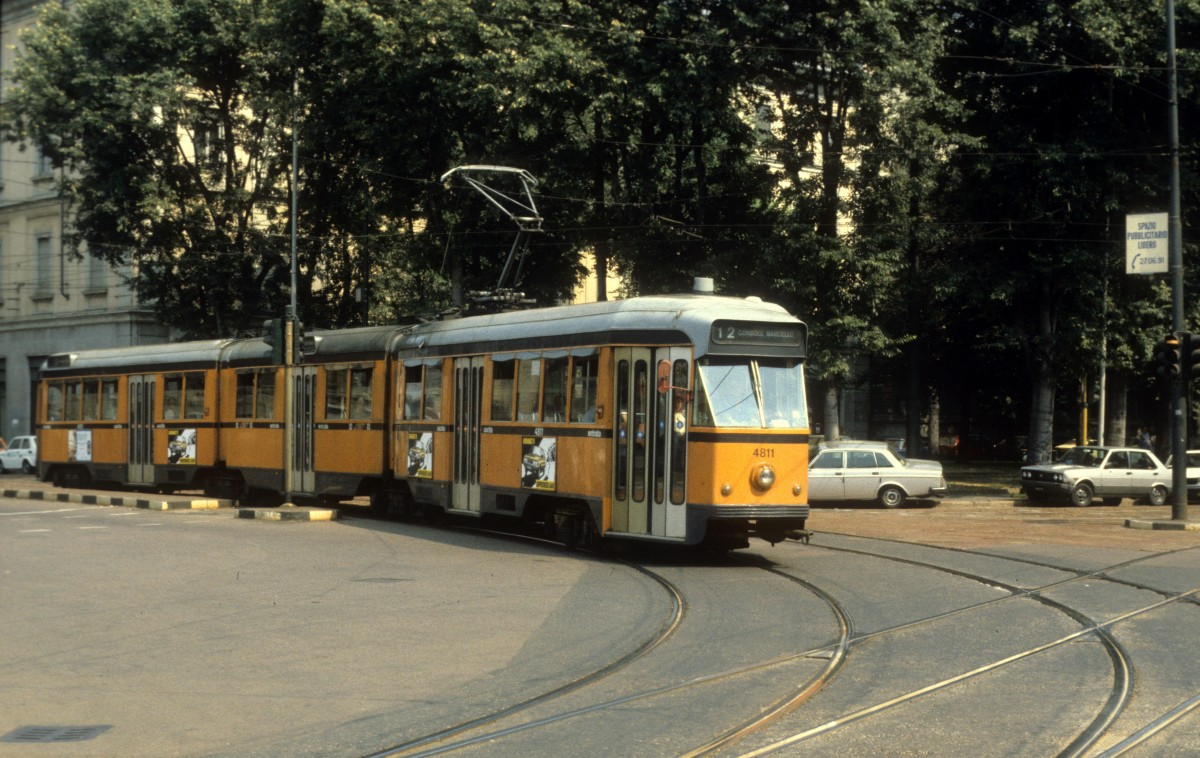
4800形（1984年撮影）
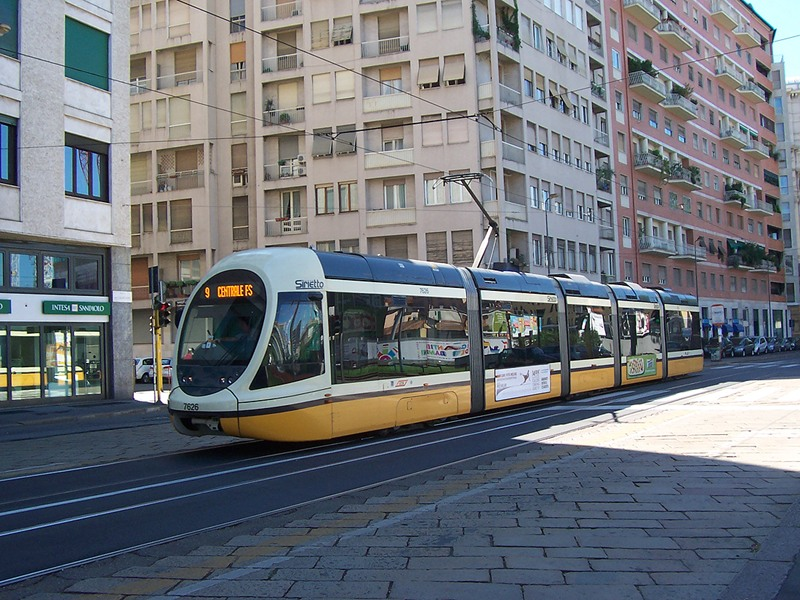
5200形（1967年撮影）
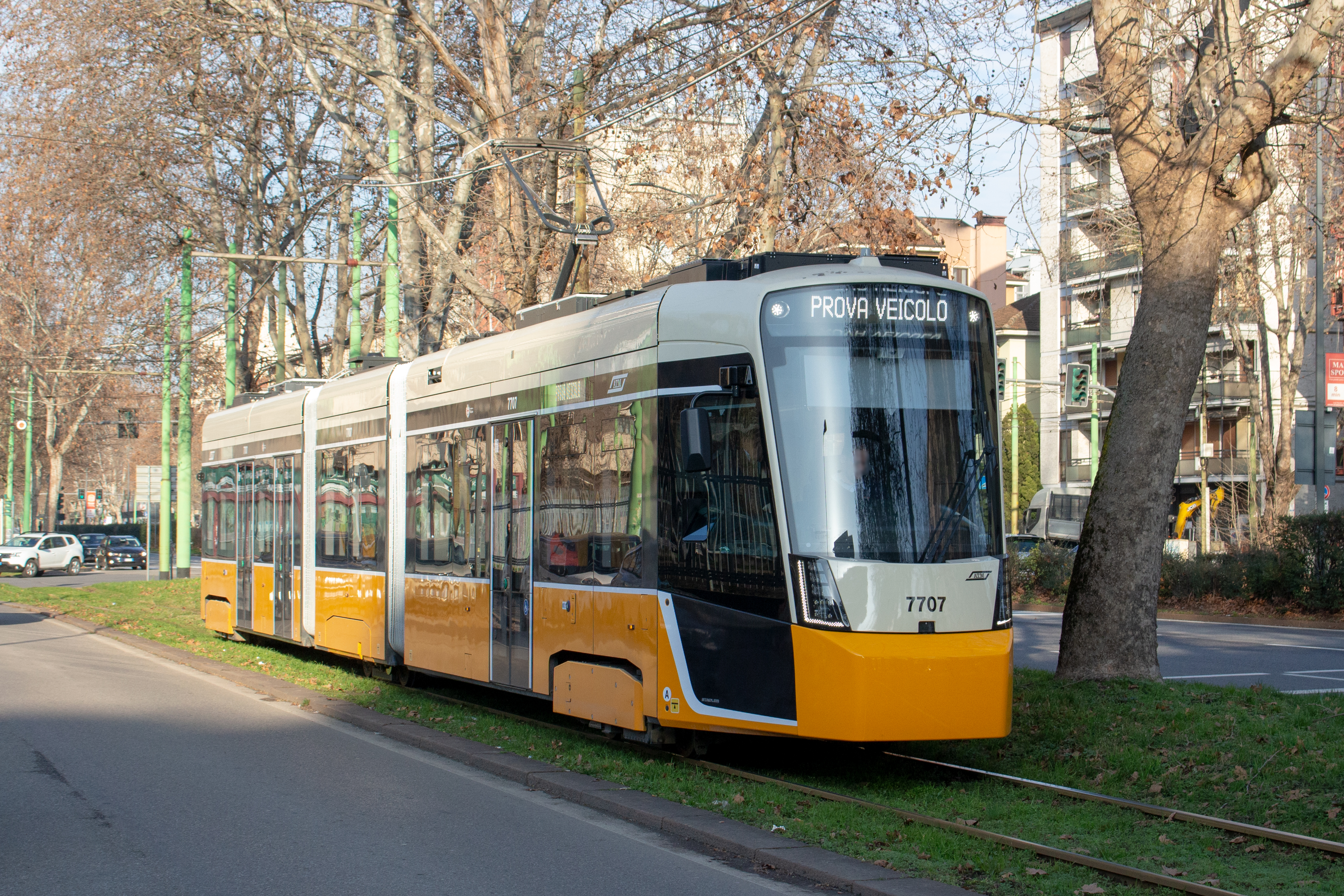
5300形（1973年撮影）
- 4800形（1984年撮影）

## 参考資料
- Neil Pulling (October 2017). “SYSTEMS FACTFILE: No.120 Milan, Italy”. Tramways & Urban Transit (LRTA) 958:  304-308.  オリジナルの2019-08-12時点におけるアーカイブ。 2024年12月11日閲覧。.
- Balt Korthals Altes (janurari 1992). “de tram in Milaan”. op de rails (Union Internationale de Presse Ferroviaire):  20-25. ISSN 0030-3321.

ミラノ・インターアーバン（2009年撮影）

- 橋爪智之 (2016-05-20). “徹底研究！ミラノのトラム車両”. 路面電車EX (イカロス出版) 07:  119-126. ISBN 978-4-8022-0156-8.
- ATM Group S.p.A. (April 2011). Company profile 2011 (PDF) (Report). 2024年12月11日閲覧。
- Paolo Zanin (2007). Primi tram a Milano. Nascita e sviluppo della rete tranviaria (1841-1916). Editrice Trasporti su Rotaie. ISBN 978-88-85068-07-0